# Liste der Monuments historiques in Lachapelle-aux-Pots
Die Liste der Monuments historiques in Lachapelle-aux-Pots führt die Monuments historiques in der französischen Gemeinde Lachapelle-aux-Pots auf.

## Liste der Bauwerke
| Bezeichnung             | Beschreibung                       | Standort | Kennzeichnung | Schutzstatus | Datum | Bild |
| ----------------------- | ---------------------------------- | -------- | ------------- | ------------ | ----- | ---- |
| Fours de la Crapaudière | Brennöfen für Keramik, erbaut 1872 |          | PA60000032    | Inscrit      | 2000  |      |